# تری‌فسژن
تری فسژن (به انگلیسی: Triphosgene) با فرمول شیمیایی C3Cl6O3 یک ترکیب شیمیایی با شناسه پاب‌کم 94429 است. که جرم مولی آن 296.748 g/mol می‌باشد. 